# Peter Panzer
Peter Panzer (* 29. Dezember 1963) ist ein deutscher Schachspieler.
1986 wurde er niedersächsischer Landesmeister. 1993 belegte er beim Travemünder Schach-Open hinter Ľubomír Ftáčnik und Juri Sergejewitsch Balaschow den 3. Platz. Im Jahr 1993 erhielt er den Titel Internationaler Meister.
In den Saisons 1990/91, 1991/92 und 1992/93 spielte er in der 1. Bundesliga für den Bielefelder SK. Auf Vereinsebene spielte der promovierte Peter Panzer außerdem für den Hannoverscher SK und die Schachfreunde Hannover von 1919.
Seine Elo-Zahl beträgt 2352 (Stand: September 2024), er wird jedoch beim Weltschachverband FIDE als inaktiv gelistet, da er seit der Saison 2000/01 der Oberliga Nord keine Elo-gewertete Partie mehr gespielt hat. Seine beste Elo-Zahl lag bei 2420 von Juli 1993 bis Dezember 1994.